# The Grim Adventures of Billy and Mandy
Cuộc phiêu lưu Grim của Billy & Mandy (còn được gọi là Billy & Mandy) là một loạt phim hoạt hình Mỹ được tạo ra bởi Maxwell Atoms cho Cartoon Network, và là phần thứ 14 trong số các Phim hoạt hình của nhà đài này (mặc dù nó là một phần của Grim &amp; Evil). Phim kể về hai đứa trẻ: Billy, một cậu bé may mắn chậm chạp, và Mandy, người bạn thân đen tối và hay giễu cợt của cậu, người sau khi chiến thắng một trò chơi limbo để cứu con chuột cưng của Billy, đã nhận được Thần chết hùng mạnh làm bạn thân nhất của họ, trong sự nô lệ vĩnh hằng.
Billy & Mandy bắt đầu như một loạt các phân đoạn trong Grim &amp; Evil, từ đó nó được tách ra, cùng với Evil Con Carne, vào ngày 24 tháng 8 năm 2001. Mặc dù các tập phim năm 2003 đã được sản xuất cho Grim & Evil, chương trình vẫn diễn ra như một loạt phim riêng biệt từ ngày 13 tháng 6 năm 2003 đến ngày 9 tháng 11 năm 2007. Underfist: Halloween Bash, một bộ phim dành cho truyền hình nhằm làm thí điểm cho loạt phim phụ mới, được phát sóng vào ngày 12 tháng 10 năm 2008. Ngoài các tập phim, ba phim điện ảnh, hai tập phim đặc biệt, và 19 tập phim ngắn. Trong quá trình hoạt động, loạt phim đã giành được hai giải Emmy và một giải Annie, với các đề cử cho một giải Emmy ban ngày, ba giải Golden Reel và hai giải Annie khác. Billy & Mandy cũng đã được sản xuất thành trò chơi điện tử cũng như các mặt hàng được cấp phép khác nhau.

## Các tập
| Mùa | Mùa | Số tập | Số tập | Ngày phát sóng   | Ngày phát sóng                      |
| Mùa | Mùa | Số tập | Số tập | Công chiếu       | Ngày kết thúc                       |
| --- | --- | ------ | ------ | ---------------- | ----------------------------------- |
|     | 1   | 18     | 18     | 24 Tháng 8, 2001 | 31 Tháng 10, 2003 22 Tháng 10, 2004 |
|     | 2   | 8      | 8      | 11 Tháng 6, 2004 | 30 Tháng 7, 2004                    |
|     | 3   | 13     | 13     | 1 Tháng 10, 2004 | 10 Tháng 6, 2005                    |
|     | 4   | 14     | 14     | 17 Tháng 6, 2005 | 2 Tháng 12, 2005                    |
|     | 5   | 13     | 13     | 6 Tháng 1, 2006  | 9 Tháng 8, 2006                     |
|     | 6   | 11     | 11     | 6 Tháng 10, 2006 | 9 Thang 11, 2007                    |
|     | M&S | 4      | 4      | 30 Tháng 3, 2007 | 12 Tháng 10, 2008                   |

## Tiếp nhận

### Phản hồi và xếp hạng quan trọng
Common Sense Media đã xếp hạng 3/5 sao cho chương trình và tuyên bố rằng chương trình có "những câu chuyện ngu ngốc và những tham chiếu văn hóa khó hiểu", đồng thời khuyến nghị độ tuổi người xem từ 8 tuổi trở lên. Các tập phim mới được phát sóng vào các ngày thứ Sáu của Cartoon Network lúc 7:30 tối với hơn 1 triệu người xem một tập.

### Giải thưởng và đề cử
Bộ truyện đã giành được một giải Annie, hai giải Emmy và đã được đề cử chín lần cho các giải thưởng khác nhau. 
| Năm  | Giải                | Hạng mục                                           | Nominee(s) | Kết quả   | Refs  |
| ---- | ------------------- | -------------------------------------------------- | --- | --------- | ----- |
| 2002 | Golden Reel Awards  | Best Sound Editing in Television Animation         | Glenn Oyabe, Jesse Aruda, and Rob Desales for "The Smell of Vengeance: Pt. 1 & 2/Fiend is Like Friend Without the "R""  | Đề cử     |       |
| 2003 | Golden Reel Awards  | Best Sound Editing in Television Animation – Music | Glenn Oyabe for "Little Rock of Horror/The Pie Who Loved Me/Dream a Little Dream/Billy and Mandy's Jacked-Up Halloween" | Đề cử     |       |
| 2005 | Golden Reel Awards  | Best Sound Editing in Television Animation         | Glenn Oyabe, Jesse Aruda, Erik Sequeira, and Cecil Broughton for "Super Zero/Sickly Sweet"                              | Đề cử     |       |
| 2005 | Annie Awards        | Directing in an Animated Television Production     | Brian Sheesley for "Nursery Crimes"                                                                                     | Đề cử     | [ 3 ] |
| 2005 | Annie Awards        | Directing in an Animated Television Production     | Shaun Cashman and Phil Cummings for "Attack of the Clowns"                                                              | Đoạt giải |       |
| 2006 | Annie Awards        | Directing in an Animated Television Production     | Shaun Cashman for "Hill Billy"                                                                                          | Đề cử     | [ 4 ] |
| 2006 | Emmy Awards         | Outstanding Individual Achievement in Animation    | Michael Diederich | Đoạt giải | [ 5 ] |
| 2007 | Emmy Award          | Outstanding Individual Achievement in Animation    | Phil Rynda for Billy & Mandy's Big Boogey Adventure                                                                     | Đoạt giải | [ 6 ] |
| 2007 | Daytime Emmy Awards | Broadband-Children's                               | The Grim Adventures of Billy & Mandy                                                                                    | Đề cử     | [ 7 ] |

## Phim truyền hình
Ba phim truyền hình đã được thực hiện cho loạt phim này. Phần đầu tiên có tên Billy & Mandy's Big Boogey Adventure và được phát hành trên DVD vào tháng 4 năm 2007. Common Sense Media đã chấm bộ phim 2/5 sao và dành cho trẻ em trên 8 tuổi gọi bộ phim là "không thể phủ nhận được sự thô thiển và hài hước không thể phủ nhận". DVDverdict.com cũng đánh giá tốt về bộ phim.
Bộ phim thứ hai, Wrath of the Spider Queen, cũng được phát hành vào năm 2007. Nó dựa trên một nữ hoàng nhện từ quá khứ xa xôi của Grim, người cố gắng trả thù anh ta vì cô ấy vốn được chỉ định là thần chết. Trong khi đó, theo kịp chủ đề người nhện, Billy học cách yêu con trai người nhện của mình là Jeff.
Vào ngày 12 tháng 10 năm 2008, bộ phim phụ thứ ba và là phần cuối cùng, có tựa đề Underfist: Halloween Bash, được công chiếu. Trọng tâm chính của bộ phim là Irwin, Jeff the Spider, Hoss Delgado, General Skarr và Fred Fredburger tình cờ đến với nhau để đánh bại một cuộc xâm lược của quái vật thanh sô cô la, dẫn đầu bởi một chú thỏ marshmallow độc ác, vào đêm Halloween.